# Hexatoma purpurata
Hexatoma purpurata är en tvåvingeart som beskrevs av Alexander 1949. Hexatoma purpurata ingår i släktet Hexatoma och familjen småharkrankar. Inga underarter finns listade i Catalogue of Life.